# 三年身籠る
『三年身籠る』（さんねんみごもる）は、女優・唯野未歩子が2005年10月10日にマガジンハウスから刊行（2009年1月9日には文春文庫刊）した長編小説を原作として、2006年1月に公開された映画である。
人気お笑いコンビ・元オセロの中島知子を主演に起用し、唯野自らが脚本・監督を手掛けた。第18回東京国際映画祭「日本映画・ある視点」部門、第29回カイロ国際映画祭インフォメーション部門、第8回ソウル女性映画祭他各国の映画祭にて正式出品。第21回高崎映画祭若手監督グランプリ受賞。
元オセロのツッコミ担当で賑やかなイメージの中島知子だが、この映画では物静かなヒロイン・冬子を演じている。
本作は、｢男はつらいよ｣シリーズ常連にして渥美清の浅草時代からの盟友だった喜劇役者・関敬六の遺作でもある。

## あらすじ
29歳の主婦である末田冬子（中島知子）は妊娠しており、近頃は出産への不安感からか、些細な物音に対して過敏に反応する程ノイローゼに陥っていた。一方、彼女を支えるべき肝心の夫・徹（西島秀俊）は父親になる自覚が持てず、外で浮気を繰り返している。夫婦仲にも微妙な風が吹いている。そんな夫婦の状況に反発したのか、お腹の子供は妊娠10ヵ月を過ぎても出てきてくれない。いつしか妊娠18ヵ月となり、冬子は周囲から奇異の視線で見られ始め、その視線に耐えられなくなった徹から「宇宙人の子供かなんかだろ!?」と理不尽にキレられたり、パンク思考の自由奔放な妹・緑子（奥田恵梨華）の恋人である医者の海くん（塩見三省）からは研究発表のネタにされかける。そして、冬子は追われるように人里離れた山荘で過ごすことにした。
そして妊娠27ヵ月。冬子のお腹はバルーン状に膨張。さすがの徹も冬子とお腹の子供のことを気にかける素振りを見せ始めた矢先、その徹を緑子が誘惑し、関係してしまう。それを知った冬子は、緑子の背後に回りその後ろ髪を裁ちバサミで切り、緑子を恐怖に陥れる。徹も緑子との過ちを冬子に謝罪する。そして、冬子は男の子を出産する。

## 小説版
小説版は、監督の唯野未歩子自らが映画撮影と同時進行で書き下ろしており、2006年1月の公開に先駆けて前年の2005年10月10日にマガジンハウスから刊行された。
小説版は映画版と設定が異なっており、たとえば映画版では父親くらい年上のベテラン医者だった冬子の妹・緑子の恋人・海くんが小説版では医大を上がったばかりの医者の卵の若者だったり、祖母・秋（丹阿弥谷津子）の死が小説版では問題発覚前の冒頭部分だったり、そしてクライマックスの出産シーンが隠遁先の山荘ではなく病院の分娩室であることが挙げられる。そして、小説版のラストは、緑子の切ない後日談で締め括っている。